# Adolphe Vuitry
Pour les articles homonymes, voir Vuitry.
Adolphe Vuitry, né à Sens le 31 mars 1813 et mort à Marolles-sur-Seine le 23 juin 1885, est un avocat, économiste et homme politique français.

## Biographie
Fils de Julien-Marin-Paul Vuitry, il est élève à l'École polytechnique et docteur en droit. Brièvement avocat à la cour royale de Paris, il entre en 1839 dans l'administration. 
Maître des requêtes au Conseil d'État en 1849, il est sous-secrétaire d'État aux Finances du 26 avril 1851 au 26 octobre 1851 dans le Ministère Léon Faucher. Il passe conseiller d'État en 1852, président de la section des Finances le 24 juin 1857 et est nommé gouverneur de la Banque de France le 15 mai 1863.
Il est Ministre présidant le conseil d'État du 28 septembre 1864 au 17 juillet 1869, démissionnant pour manifester son désaccord avec l’évolution libérale du régime. Il est alors nommé sénateur par décret du 21 juillet 1869.
Vuitry est conseiller général de l’Yonne de 1852 à 1870, qu'il préside à partir de 1865.
Il est président du Conseil d'administration de la Compagnie du Paris-Lyon-Méditerranée (PLM) du 25 août 1871 au 15 novembre 1878, ainsi qu'administrateur de la compagnie d’assurances la Nationale. Il est élu en 1862 membre de l’Académie des sciences morales et politiques.
Gendre de Charles-Wangel Bret, il est le beau-père d'Henri Germain, le fondateur du Crédit lyonnais.
Il est le propriétaire du domaine de Saint-Donain, où il meurt en 1885, à Marolles-sur-Seine.

## Fonctions gouvernementales
- Sous-secrétaire d'État aux Finances du 26 avril 1851 au 26 octobre 1851 dans le Ministère Léon Faucher
- Ministre présidant le conseil d'État du 28 septembre 1864 au 17 juillet 1869

## Décorations
Grand-croix de la Légion d'honneur : 1867

## Principales publications
- Études sur le régime financier de la France avant la Révolution de 1789, 3 vol., 1878-1883
- Le Désordre des finances et les excès de la spéculation à la fin du règne de Louis XIV et au commencement du règne de Louis XV, 1885
- Rapports et discours de M. Adolphe Vuitry, ancien ministre présidant le Conseil d'État, membre de l'Institut, 1887

## Pour approfondir
- « Vuitry (Adolphe) », dans Adolphe Robert et Gaston Cougny, Dictionnaire des parlementaires français, Edgar Bourloton, 1889-1891 [détail de l’édition]